# Brandsvampfluga
Brandsvampfluga (Microsania pectinipennis) är en tvåvingeart som först beskrevs av Johann Wilhelm Meigen 1830.  Brandsvampfluga ingår i släktet Microsania, och familjen svampflugor. Arten är reproducerande i Sverige.